# A Western Kimona
A Western Kimona è un cortometraggio muto del 1912 diretto da Gilbert M. 'Broncho Billy' Anderson e da E. Mason Hopper.

## Produzione
Il film fu prodotto dalla Essanay Film Manufacturing Company. Gilbert M. 'Broncho Billy' Anderson, fondatore della casa di produzione Essanay (che aveva la sua sede a Chicago), cominciò a girare i suoi western in California. A Western Kimona fu girato a San Rafael.

## Distribuzione
Distribuito dalla General Film Company, il film - un cortometraggio a una bobina - uscì nelle sale cinematografiche statunitensi il 24 febbraio 1912. È conosciuto anche con il titolo A Western Kimono.